# 加藤潤一
加藤 潤一（かとう じゅんいち、1985年7月20日 - ）は、日本の俳優。山形県出身。血液型B型。アミューズ→ビーエムアイ。劇団プレステージ出身。

## 人物・エピソード
- 3つ上の姉がいる。
- 小学生の頃は黒板係を務めていた。
- モーニング娘。が大好きで、大人っぽく綺麗系な女性よりも、可愛らしい守ってあげたくなるような女性がタイプ。
- 好きな食べ物は塩の鮎焼き(鮎の塩焼き)と、ラーメン。好きな味噌汁の具はワカメとネギ。好きなふりかけはおかか。好きな色は赤とオレンジ。好きな女性の服装はワンピース。好きな映画はインデペンデンス・デイとアルマゲドン。
- カラオケの十八番は、子供の頃は谷村新司の昴。2024年現在は、玉置浩二のサーチライト。
- 仲の良いミュージカル俳優は加藤和樹。2013年に初めて共演し、2014年の誕生日には時計を貰った。
- 一緒に生活したい動物は、犬。
- 体型が変わりやすく、17kg落としたことがある。

- 2020年3月31日、契約満了に伴いアミューズを退所[1]、2020年9月3日、株式会社ビーエムアイへ所属[2]。
- 2022年8月27日、劇団プレステージを卒業。自らイベントを立ち上げるなど、各方面で活動中。

## 出演

### テレビドラマ
- バンビ〜ノ!（2007年）

### 映画
- ワルボロ（2007年）

### 舞台
- 冒険絵本 PINOCCHIO －ピノキオ－（2011年8月12日 - 22日、渋谷区文化総合センター大和田 さくらホール／8月25日 - 28日、シアターBRAVA!）[3]
- 『宝石シリーズ』3部作
  - 第2章「Mystic Topaz」（2011年10月1日 - 16日、シアターサンモール）[3]
  - 最終章「JEWELRY HOTEL」（2012年7月13日 - 22日、紀伊國屋ホール）[3]
- ロミオとジュリエット（2012年4月29日 - 5月27日、赤坂ACTシアター／5月31日 - 6月10日、シアターBRAVA!）[4]
  - ミュージカル「ロミオとジュリエット」（2013年）パリス 役[5]
- ミュージカル「RENT」 - トム・コリンズ 役
  - 2012年公演（2012年）[6]
  - 2015年公演（2015年）[7]
  - 2020年公演（2020年11月2日 - 12月6日、シアタークリエ／12月11日・12日、愛知県芸術劇場）[8]
- ミュージカル「キンキーブーツ」（2016年7月 - 8月、新国立劇場中劇場 / オリックス劇場）[9]
  - キンキーブーツ再演（2019年4月 - 5月、東急シアターオーブ / オリックス劇場）[10]
- ミュージカル『1789 -バスティーユの恋人たち-』（2016年4月 - 5月、帝国劇場） - ロワゼル 役[11]
  - 1789 -バスティーユの恋人たち-（2018年4月 - 7月、帝国劇場/新歌舞伎座/博多座）- ロワゼル 役[11]
- ミュージカル『キューティ・ブロンド』（2017年3月 - 4月、シアタークリエ他）[12]
- オーバーリング・ギフト（2017年6月15日 - 25日、DDD青山クロスシアター）- ミロコ 役[13]
- 舞台『おおきく振りかぶって』 - 河合和己 役
  - 初演（2018年2月2日 - 12日、サンシャイン劇場）[14]
  - 夏の大会編（2018年9月6日 - 30日、サンシャイン劇場 他）[15]
- ミュージカル「オン・ユア・フィート」（2018年12月 - 2019年1月、シアタークリエ/他2会場）[16]
- ミュージカル『最終陳述~それでも地球は回る〜』（2019年2月、浅草九劇）- マルチマン 役[17]
- ミュージカル「REEFER MADNESS」（2019年7月、新宿村LIVE）- ラルフ 役[18]
- ミュージカル「Living Room MUSICAL  スターのいるレストランvol.10」（2019年7月）[19]
  - ミュージカル「Living Room MUSICAL スターのいるレストランvol.11」（2019年11月）
- ミュージカル『ラヴズ・レイバーズ・ロスト-恋の骨折り損-』（2019年10月-11月、シアタークリエ/他3会場）- ダル役[20]
- 劇団TipTapリーディングワークショップ公演 音楽劇『A CIVIL WAR CHRISTMAS』(2019年12月）[11]
- ミュージカル「ホイッスル・ダウン・ザ・ウィンド〜汚れなき瞳〜」（2020年3月、日生劇場）[21]
- ミュージカルユニットWAO 「A New e_Musical『Hear my song』」（2020年4月10日 - 、全3回配信、ミュージカルユニットWAO YouTubeチャンネル）[22]
- ほとり企画 「劇的茶屋 謳う芝浜」（2020年7月4日 - 、オンライン上演）[23]
  - ミュージカル『ジャージー・ボーイズ』イン コンサート（2020年7月22日 - 8月5日、帝国劇場） - ボブ・クルー 役[24]
- Broadway Musical「The PROM」Produced by 地球ゴージャス（2021年3月10日 - 4月13日、TBS赤坂ACTシアター／5月12日 - 16日、フェスティバルホール）[25]
- ミュージカル『GREASE』（2021年11月11日 - 12月5日、シアタークリエ） - ヴィンス・フォンテーン 役[26]
- ミュージカル・ギルドq.第19回公演「あした天使になあれ2022」（2022年6月29日 - 7月3日、俳優座劇場）
- ミュージカル『この世界の片隅に』（2024年5月9日 - 7月、日生劇場 他）[27]
- ミュージカル『ラブ・ネバー・ダイ』（2025年1月17日 - 2月24日、日生劇場） - ガングル 役[28]
- ミュージカル『ジャージー・ボーイズ』（2025年8月10日 - 9月30日〈予定〉、シアタークリエ） - トミー・デヴィート / ボブ・クルー 役[29]

#### 劇団プレステージ
- Amuse-Prestage project-unit
  - 「チェリーの木の下で」（2007年）
  - 「チェリーの木の下で- DT-MAX08’-」（2008年）
  - 「ブラックパールが世界を動かす」（2009年）
  - 「オレたちの高校白書〜偏差値27からの完全犯罪」（2009年）
- 劇団プレステージ
  - 第1回本公演「ペンシルビルWARS〜眠らぬ街のアツい日〜」（2010年）
  - 第2回本公演「サイキックフライト！〜頑張る7人のエスパーとあと2、3人〜」（2011年）
  - 第3回本公演「『ゼツボー荘』より愛を込めて」（2011年）
  - 第4回本公演「Have a good time?」（2012年）
  - 第5回本公演「ゴーストレイト」（2013年）
  - 第9回本公演「WORLD'S ENDのGIRLFRIEND」（2015年）
  - 劇団プレステージ×ヨーロッパ企画「突風!道玄坂歌合戦」（2016年12月7日 - 20日、CBGKシブゲキ!!）[30][31]
  - 第12回本公演「URA! URA! Booost」（2017年8月16日 - 27日、紀伊国屋サザンシアター）[32]
  - 第16回本公演「浅草チャンバラ・メリーゴーランド」（2020年11月6日 - 10日、浅草花劇場） - 声のみ
  - 第17回本公演「Have a good time?（再々演）」（2022年3月2日 - 7日、シアター・アルファ東京）- 光男 役
  - 第21回本公演「ノロとゴン」（2025年4月24日 - 29日、シアター711） - ゴン 役